# Hynčina
Hynčina (niem. Heinzhof) – gmina w Czechach, w powiecie Šumperk, w kraju ołomunieckim. Według danych z 2021 r. liczyła 179 mieszkańców.
Dzieli się na trzy części:
- Hynčina
- Dlouhá Ves
- Křižanov